# ソデクソ
ソデクソ（仏: Sodexo S.A.）は、企業・医療機関・学校などを顧客として、フードサービスの提供や施設管理事業を展開している多国籍企業。フランス・パリ郊外のイシー＝レ＝ムリノーに本拠を置き、世界50カ国以上に拠点を持つ。ユーロネクスト・パリ上場企業（Euronext: SW ）。

## 沿革
1966年、フランスのビリオネアであるPierre Bellonがマルセイユにて創業した。社名はSociété d'exploitations hôtelières, aériennes, maritimes et terrestres（ホテル経営者・陸海空の運営会社）を含意している（後にhを省略）。企業や公的機関との創立者のコネクションを活かす形で、翌年にフランス国立宇宙研究センターにフードサービスの提供を開始、1971年にはアメリカ航空宇宙局へのサービス提供開始、また学校給食に参入した。
1988年カルガリーオリンピックを契機にオリンピック大会でのサービス提供を開始し、1995年にイギリスの同業Gardner Merchant Ltd.を買収し、ケータリング企業として世界大手に成長、2008年にブラジルの施設管理サービス企業のGrupo VRを買収した。2024年パリオリンピック選手村の食事提供を担当している。
ソデクソは現在、企業の社員食堂の運営から、医療機関や学校の食堂、レジャー施設、軍事施設や矯正施設に至るまで、フードサービスの運営を広く手がけており、こうしたサービスの提供を足がかりに、人材派遣、訓練、機器のメンテナンスなどのマネジメントサービスへも進出している。売上中、フードサービスが6割強、ファシリティマネジメントサービスが3割強の割合となっている。

## 日本における施設マネジメント事業
日本法人のSODEXO JAPAN株式会社は2009年に発足したが、2016年3月に企業形態を変更し、総合ビル管理のグローブシップとの合弁会社「グローブシップ・ソデクソ・コーポレートサービス株式会社」（出資比率はソデクソ51％、グローブシップ49％）が、日本における外資系企業および日系グローバル企業を主な対象に、総合施設管理（Integrated Facility Service）を提供する会社として設立された。